# كاثي دوركين
كاثي دوركين (بالإنجليزية: Kathy Durkin)‏ هي مغنية أيرلندية، ولدت في 1 أبريل 1955.